# مقاطعة إيغل (كولورادو)
مقاطعة إيغل (بالإنجليزية: Eagle County)‏ هي إحدى مقاطعات ولاية كولورادو في الولايات المتحدة الأمريكية.